# Cukahara Micuo
Cukahara Micuo (塚原光男; Hepburn: Tsukahara Mitsuo; Tokió, 1947. december 22. – 2024. március 29.) többszörös olimpiai és világbajnok japán szertornász. Róla nevezték el a tornasportban az úgynevezett cukahara-ugrást (cukahara hátra zsugorszaltó, bicska- illetve nyújtott szaltó). Fia, Cukahara Naoja szintén többszörös éremszerző tornász.

## Élete és pályafutása
Egymás után három olimpián is aranyérmet szerzett, valamint három világbajnokságon lett aranyérmes. Felesége, Oda Csieko és fia, Cukahara Naoja szintén tornászok. Visszavonulása után többek között a Japán Tornaszövetség alelnökeként és politikusként is dolgozott. 2009-ben megkapta a császári Hósó elismerést.

### Olimpiai szereplése
| 1968. évi nyári olimpiai játékok                                                           | 1968. évi nyári olimpiai játékok | 1968. évi nyári olimpiai játékok | 1968. évi nyári olimpiai játékok | 1968. évi nyári olimpiai játékok | 1968. évi nyári olimpiai játékok |
| Versenyző                                                                                  | Versenyszám                      | Selejtező                        | Selejtező                        | Döntő                            | Döntő                            |
| Versenyző                                                                                  | Versenyszám                      | Pontszám                         | Helyezés                         | Pontszám                         | Helyezés                         |
| ------------------------------------------------------------------------------------------ | -------------------------------- | -------------------------------- | -------------------------------- | -------------------------------- | -------------------------------- |
| Cukahara Micuo                                                                             | Talaj                            | 19,10                            | 6.                               | 19,050                           | 4.                               |
| Cukahara Micuo                                                                             | Ugrás                            | 18,45                            | 27.                              | kiesett                          | kiesett                          |
| Cukahara Micuo                                                                             | Korlát                           | 17,95                            | 74.                              | kiesett                          | kiesett                          |
| Cukahara Micuo                                                                             | Nyújtó                           | 19,10                            | 11.                              | kiesett                          | kiesett                          |
| Cukahara Micuo                                                                             | Gyűrű                            | 19,25                            | 5.                               | 19,125                           | 4.                               |
| Cukahara Micuo                                                                             | Lólengés                         | 17,65                            | 53.                              | kiesett                          | kiesett                          |
| Cukahara Micuo                                                                             | Egyéni összetett                 |                                  |                                  | 111,50                           | 18.                              |
| Cukahara Micuo Endó Jukio Kató Szavao Kató Takesi Kenmocu Eizó Nakajama Akinori            | Csapat összetett                 |                                  |                                  | 575,90                           |                                  |
| 1972. évi nyári olimpiai játékok                                                           |                                  |                                  |                                  |                                  |                                  |
| Cukahara Micuo                                                                             | Talaj                            | 18,90                            | 8.                               | kiesett                          | kiesett                          |
| Cukahara Micuo                                                                             | Ugrás                            | 17,90                            | 71.                              | kiesett                          | kiesett                          |
| Cukahara Micuo                                                                             | Korlát                           | 18,85                            | 11.                              | kiesett                          | kiesett                          |
| Cukahara Micuo                                                                             | Nyújtó                           | 19,65                            | 1.                               | 19,725                           |                                  |
| Cukahara Micuo                                                                             | Gyűrű                            | 19,05                            | 5.                               | 19,225                           |                                  |
| Cukahara Micuo                                                                             | Lólengés                         | 17,90                            | 34.                              | kiesett                          | kiesett                          |
| Cukahara Micuo                                                                             | Egyéni összetett                 | 112,25                           | 11.                              | 112,775                          | 8.                               |
| Cukahara Micuo Kaszamacu Sigeru Kató Szavao Kenmocu Eizó Nakajama Akinori Okamura Teruicsi | Csapat összetett                 |                                  |                                  | 571,25                           |                                  |
| 1976. évi nyári olimpiai játékok                                                           |                                  |                                  |                                  |                                  |                                  |
| Cukahara Micuo                                                                             | Talaj                            | 19,05                            | 8.                               | kiesett                          | kiesett                          |
| Cukahara Micuo                                                                             | Ugrás                            | 19,30                            | 4.                               | 19,375                           |                                  |
| Cukahara Micuo                                                                             | Korlát                           | 19,35                            | 3.                               | 19,475                           |                                  |
| Cukahara Micuo                                                                             | Nyújtó                           | 19,65                            | 1.                               | 19,675                           |                                  |
| Cukahara Micuo                                                                             | Gyűrű                            | 19,20                            | 9.                               | kiesett                          | kiesett                          |
| Cukahara Micuo                                                                             | Lólengés                         | 19,20                            | 8.                               | kiesett                          | kiesett                          |
| Cukahara Micuo                                                                             | Egyéni összetett                 | 115,75                           | 3.                               | 115,575                          |                                  |
| Cukahara Micuo Fudzsimoto Sun Igarasi Hiszato Kadzsijama Hirosi Kató Szavao Kenmocu Eizó   | Csapat összetett                 |                                  |                                  | 576,85                           |                                  |